# 広島県道354号豊島線
広島県道354号豊島線（ひろしまけんどう354ごう とよしません）は広島県呉市を通る一般県道である。

## 概要
豊島内を通る。豊島の海岸沿いに通る路線。路線の大半が異常気象時通行規制区間に指定されている。
かつて呉市役所豊浜支所から豊浜大橋の入口までの区間は、交通量も比較的多い割に道が極めて狭隘で、小野浦漁港が隣接するため、道路拡張には困難を極め、そのためさんようバスの路線バスは豊浜支所まで農道を経由して大きく迂回して運行していた。2018年（平成30年）にこの区間がようやく道路拡張が行われ、路線バスの迂回も解消された。

### 路線データ
- 起点：呉市豊浜町大字豊島（呉市役所豊浜支所前）
- 終点：呉市豊浜町大字豊島（呉市役所豊浜支所前）
- 総延長：約9.1 km

## 地理
豊浜大橋は農道橋であり、県道には認定されていない。

### 通過する自治体
- 呉市

### 交差する道路
| 交差する道路                | 交差する場所   |
| --------------------------- | -------------- |
| 大崎下島広域農道 / 豊浜大橋 | 豊浜町大字豊島 |
| 広島県道356号豊浜蒲刈線     | 豊浜町大字豊島 |

### 沿線
- 呉市役所 豊浜支所・豊浜市民センター
- 豊浜大橋（安芸灘諸島連絡架橋4号橋）
- アビ渡来群游海面
- 豊島大橋（安芸灘諸島連絡架橋3号橋）
- 呉市立豊浜中学校